# Thecla patrius
Thecla patrius är en fjärilsart som beskrevs av John Henry Leech 1891. Thecla patrius ingår i släktet Thecla och familjen juvelvingar. Inga underarter finns listade i Catalogue of Life.